# سفينة إنزال مشاة
سفينة إنزال مشاة كانت واحدة من عدد من أنواع سفن الكومنولث البريطاني المستخدمة في نقل مركبات الإنزال والقوات المشاركة في الحرب البرمائية خلال الحرب العالمية الثانية. أدار هذا النوع من السفن البحرية الملكية والبحرية التجارية البريطانية والبحرية الملكية الكندية والبحرية الملكية الهندية والبحرية الملكية الأسترالية. وقد نقلت قوات الكومنولث البريطاني وقوات الحلفاء الأخرى خلال الغزوات والعمليات البحرية طوال الحرب.
تنقل سفينة إنزال المشاة حمولتها من المشاة عادةً من ميناء انطلاقها بالقرب من الساحل لاحتلاله. كان هذا الموقع («الموقع الأدنى» في مصطلحات البحرية الملكية) على بعد 6-11 ميلاً تقريباً من الشاطئ. تنتقل القوات بعدها إلى زوارق الإنزال، غالباً مركبات الإنزال الهجومية، في رحلتها إلى الشاطئ. ثم ترجع زوارق الإنزال إلى سفينة إنزال المشاة بعد إنزال حمولتها وتُحمل مُجدداً لإرسال قوات إضافية.

## وصلات خارجية
- http://www.naval-history.net/xGM-Chrono-40LSI-L-Royal%20Scotsman.htm
- http://www.maritimequest.com/liners/02_pages/p/prince_leopold_1930_data.htm